# Eickum
Eickum ist ein südwestlicher Stadtteil der Stadt Herford mit 1767 Einwohnern am 31. Dezember 2015.

## Nachbargemeinden
Eickum grenzt im Norden an die Stadt Enger mit den Stadtteilen Pödinghausen, Oldinghausen und Herringhausen Ost sowie an den Herforder Stadtteil Herringhausen West. Im Osten liegt Herford-Diebrock und im Süden Herford-Laar. Westlich von Eickum liegt der Bielefelder Stadtteil Jöllenbeck.

## Ortsteile
Innerhalb Eickums gibt es die Ortsteile  Nieder-Eickum, Ober-Eickum und Kaishagen.

## Geschichte
Eickum wurde erstmals 1151 als Ehchem genannt. In der Grafschaft Ravensberg gehörte die Bauerschaft Eickum zur Vogtei Schildesche im Amt Sparrenberg. Von 1807 bis 1810 gehörte Eickum zum Kanton Schildesche im Distrikt Bielefeld des Königreichs Westphalen, das von Jérôme, dem Bruder Napoleons regiert wurde. Nach der Annexion großer Teile Norddeutschlands durch Napoleon Bonaparte im Jahre 1811 gehörte Eickum bis 1813 zum Kanton Enger im Distrikt Minden des französischen Departements der Oberen Ems. 1816 wurde Eickum Teil des neuen Kreises Herford und gehörte dort bis zur Kommunalreform am 31. Dezember 1968 zum Amt Herford-Hiddenhausen. Am 1. Januar 1969 wurde Eickum durch das Herford-Gesetz in die Stadt Herford eingemeindet.

## Freizeit

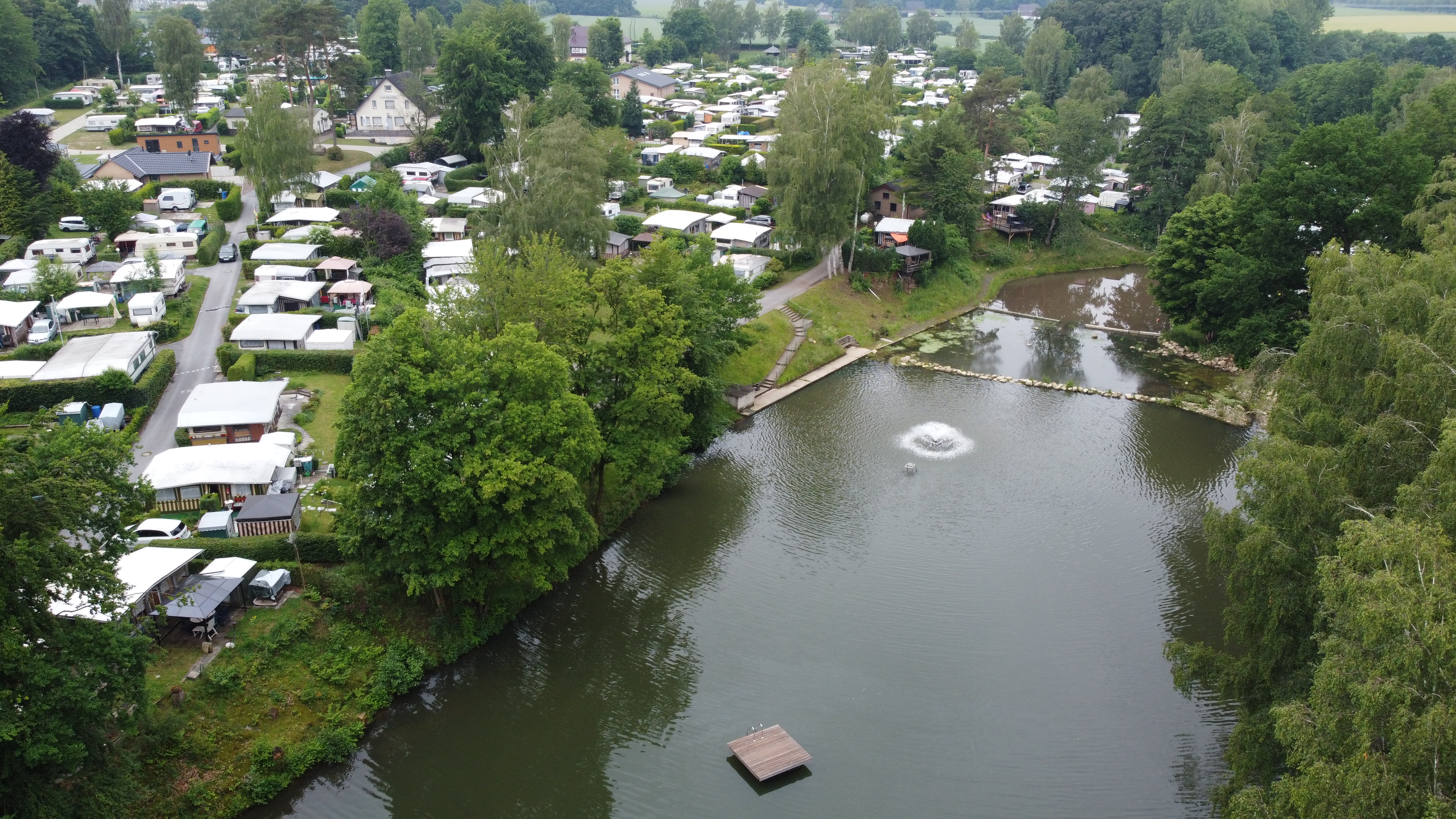
Elisabethsee mit Campingplatz

Der Elisabethsee ist ein kleiner See, an dem sich ein Campingplatz befindet, der von vielen Langzeitcampern aus dem Ruhrgebiet besucht wird. 
Sport

Zwischen 1960 und 2011 fand rund um den Elisabethsee jährlich an Silvester und von 2011 bis 2014 jeweils am letzten Wochenende des Jahres ein Querfeldein-Radrennen statt. Im Jahre 2007 fand das Silvesterrennen allerdings nicht statt, da der Radsportverein RC Endspurt Herford auf einem Stadtkurs am 5./6. Januar 2008 die Deutschen Meisterschaften im Querfeldeinradsport ausrichtet. Seit 2015 wird das Radrennen am letzten Wochenende des Jahres im Bereich der Gesamtschule Friedenstal durchgeführt.

## Schule und Kindertagesstätte
Die erste Schule in Eickum wurde 1755 gebaut. Vorher gingen die Schüler zur Schule in Hollinde, das zu Diebrock gehört. Im Jahr 1825 wurde ein neuer Schulbau errichtet und im Oktober 1907 wurde die heutige Schule an der Stedefreunder Straße bezogen. Aus der Volksschule wurde am 1. August 1968 die Grundschule Eickum. Neben der Schule befindet sich die Kindertagesstätte Herford-Eickum, die von der AWO betrieben wird.

## Friedhof
Der Friedhof Eickum liegt im Kreuzungsbereich der Diebrocker und Stedefreunder Straße. Während der alte Teil nördlich der Diebrocker Straße liegt, befinden sich die Friedhofseinrichtungen mit Kapelle und Parkplatz auf dem neuen Teil südlich der Diebrocker Straße. Es gibt dort Wahl-, Reihen- und Pflegereihengräber.

## Persönlichkeiten
In Eickum wurden die Schauspielerin Angelika Thomas und der Künstler Heinrich Wefing geboren.
Der Schauspieler und Sänger Gustav Peter Wöhler, der in Bielefeld geboren wurde, lebte als Kind mit seinen Eltern in Eickum. Er ging in Herford zur Schule.

## Belege
1. ↑  Stadt Herford: Zahlen, Daten, Fakten
2. ↑  Birgit Meineke: Die Ortsnamen des Kreises Herford. Westfälisches Ortsnamenbuch (WOB). Verlag für Regionalgeschichte, Gütersloh 2011, ISBN 978-3-89534-924-9, S. 85. (PDF)
3. ↑  Martin Bünermann: Die Gemeinden des ersten Neugliederungsprogramms in Nordrhein-Westfalen. Deutscher Gemeindeverlag, Köln 1970, S. 74.
4. ↑  Frank-Michael Kiel-Steinkamp: Der Bau der Grundschule Eickum wurde nicht pünktlich fertig In: Neue Westfälische, 26. Februar 2020